# System argentyński
System argentyński (system konsorcyjny) – rodzaj sprzedaży ratalnej towarów lub pożyczek gotówkowych, w którym klienci tworzą zrzeszenie (spółdzielnię, konsorcjum) i zaczynają wpłacać składki (raty) w momencie przystąpienia do systemu, natomiast towar lub pożyczkę otrzymują dopiero po jakimś czasie, po spełnieniu określonych warunków (np. jeżeli spłacą największą liczbę rat spośród zrzeszonych w grupie, są jej członkami odpowiednio długo, grupa pozyska dodatkowych członków finansujących zakupy wcześniej zapisanych lub w drodze losowania). Jeżeli warunki nie zostaną spełnione i uczestnikom systemu nie dopisze szczęście w losowaniach, przedmiot umowy (towar lub pożyczkę) otrzymają dopiero po wpłaceniu całej kwoty wraz z odsetkami. 
Odsetki w systemach argentyńskich są zazwyczaj znacznie niższe niż przy standardowych ofertach, ale nieprzejrzysta konstrukcja całego systemu sprawia, że niejednokrotnie klienci otrzymują towar/pożyczkę, dopiero gdy wpłacą ponad 100% jej wartości.
Nieprzejrzystość systemu dla przeciętnego klienta, brak skutecznych mechanizmów ochrony użytkowników oraz nieuczciwe praktyki części przedsiębiorstw sprawiły, że od 2004 roku organizowanie sprzedaży argentyńskiej jest w Polsce zabronione.